# Port lotniczy Kustanaj
Port lotniczy Kustanaj (IATA: KSN, ICAO: UAUU) – port lotniczy położony w Kustanaj, w obwodzie kustanajskim, w Kazachstanie.

## Linie lotnicze i połączenia
| Linia Lotnicza  | Kierunek                                  |
| --------------- | ----------------------------------------- |
| Aerofłot        | 1. Moskwa-Szeremietiewo                   |
| Air Cairo       | Sezonowo: 1. Szarm el-Szejk               |
| FlyArystan      | 1. Ałmaty 2. Astana 3. Atyrau 4. Szymkent |
| Qazaq Air       | 1. Astana                                 |
| SCAT Airlines   | 1. Turkiestan                             |
| Sunday Airlines | Sezonowe czartery: 1. Antalya             |